# Neòfit VI
Neòfit VI, (en grec Νεόφυτος Στ') va ser patriarca de Constantinoble dues vegades, de l'any 1734 al 1740 i del 1743 al 1744.
Va néixer a Patmos i va ser nomenat metropolità de Cesarea de Capadòcia. L'any 1734 va pujar al tron del Patriarcat de Constantinoble per la influència del Torsimany (traductor) de la Sublim Porta Alexandre Ghikas, de la família dels fanariotes. La subordinació que mostrava a aquest funcionari va fer que el Gran Visir el destituís sis anys més tard. Va tornar a la seu patriarcal per un breu període els anys 1743 i 1744, i el Gran Visir li va donar l'ordre de no tenir cap relació amb Alexandre Ghikas.
Durant el seu patriarcat, no sembla que mostrés cap interès per les qüestions eclesiàstiques. Va morir a Patmos l'any 1747.